# 바나나 공화국 (영화)

바나나 공화국의 국기

《바나나 공화국》(Bananas)은 미국에서 제작된 우디 앨런 감독의 1971년 영화이다. 우디 앨런 등이 주연으로 출연하였고 잭 그로스버그 등이 제작에 참여하였다. 앨런과 미키 로즈가 쓴 이 영화는 자신의 활동가이자 여자친구로부터 차인 뒤 규모가 작은 라틴아메리카 국가로 여행을 떠나는, 갈팡질팡하는 어느 뉴요커에 관한 이야기를 다룬다. 줄거리의 일부는 리처드 P. 파월의 책 Don Quixote, U.S.A.에 기반을 둔다.
영화 촬영은 뉴욕시, 리마, 푸에르토리코에서 이루어졌으며 비평가들로부터 긍정적인 평가를 받았다.

## 줄거리
영화는 하워드 코셀이 가상의 "바나나 공화국"인 산마르코스 대통령의 암살과 에밀리오 몰리나 바르가스 장군이 권력을 잡게 되는 쿠데타를 보도하는 장면으로 시작한다.
필딩 멜리시는 신경증적인 블루 칼라 노동자로, 산마르코스 혁명에 참여하여 사회 운동가 낸시에게 깊은 인상을 주려 한다. 그는 공화국을 방문하여 원주민들에 대한 관심을 보여주려 한다. 그러나 바르가스는 바르가스 반대자로 위장한 부하들에게 멜리시를 죽여 반군을 나쁘게 보이게 하고, 미국이 바르가스에게 재정 지원을 하도록 비밀리에 지시한다. 멜리시는 바르가스의 암살자들을 피하지만 곧 진짜 반군에게 붙잡힌다. 바르가스는 멜리시가 죽었다고 선언하고, 멜리시는 두 달 동안 반군에 합류할 수밖에 없게 된다. 멜리시는 서투르게 혁명가가 되는 법을 배운다. 혁명이 성공하자, 카스트로 스타일의 지도자인 에스포시토는 미쳐버린다. 반군들은 그를 멜리시로 교체하여 대통령으로 삼기로 결정한다.
재정 지원을 얻기 위해 미국으로 돌아가던 중, 멜리시(가짜 긴 수염을 기른)는 낸시와 재회하고 정체가 드러난다. 법정에서 멜리시는 현직 미스 아메리카와 J. 에드거 후버로 위장했다고 주장하는 중년의 아프리카계 미국인 여성을 포함한 일련의 죄를 묻는 증인들로부터 자신을 변호하려고 한다. 증인 중 한 명은 멜리시에게 유리한 증언을 제공하지만, 법원 서기가 이 증언을 다시 읽어달라는 요청을 받았을 때 완전히 다른, 전적으로 불리한 진술을 한다. 멜리시는 결국 투옥되지만, 판사의 이웃으로 이사하지 않는다는 조건으로 형 집행이 유예된다. 낸시는 그와 결혼하기로 동의한다. 영화는 낸시가 예상했던 것보다 훨씬 빨리 끝난 그들의 결혼 생활의 성사를 하워드 코셀이 보도하는 장면으로 끝난다. 멜리시는 이른 봄에 재경기를 기대한다.

## 출연
- 우디 앨런 - Fielding Mellish 역
- 루이즈 라세 - 낸시 역
- 카를로스 몬탈반 - Gen. Emilio Molina Vargas 역

## 기타
- 협력프로듀서: 랠프 로젠블럼
- 미술: 에드 윗스타인